# Real Life (album Simple Minds)
| Recensione       | Giudizio |
| ---------------- | -------- |
| AllMusic         |          |
| Martin C. Strong | 5/10     |
| Rolling Stone    |          |

Real Life è il nono album in studio del gruppo musicale britannico Simple Minds, pubblicato l'8 aprile 1991.

## Tracce
Testi e musiche di Jim Kerr e Charlie Burchill, eccetto dove indicato.
1. Real Life – 4:54
2. See the Lights – 4:24
3. Let There Be Love – 4:57
4. Woman – 4:40 (Kerr, Burchill, Stephen Lipson)
5. Stand By Love – 4:06
6. Let the Children Speak – 4:17
7. African Skies – 4:53
8. Ghostrider – 3:22
9. Banging on the Door – 5:38
10. Travelling Man – 3:35 (Kerr, Burchill, Lipson)
11. Rivers of Ice – 3:31 (testo e arr.: Simple Minds - musica: MacLachlan)
12. When Two Worlds Collide – 4:03

## Formazione
Gruppo
- Jim Kerr - voce
- Charlie Burchill - chitarra
- Mel Gaynor - batteria

Altri musicisti
- Stephen Lipson - basso e tastiere
- Malcolm Foster - basso
- Peter John Vettese - tastiere
- Lisa Germano - violino
- Carol Kenyon - cori
- Sonia Morgan-Jones - cori
- Andy Duncan - percussioni
- Gavin Wright - primo violino
- Will Malone - arrangiamenti orchestrali
- Alfred Bos - chitarra 'Shark' in African Skies

Produzione
- Stephen Lipson - produzione
- Heff Moraes - ingegneria del suono e manager MIDI
- Dougie Cowan - tecnico del master
- Giles Cowley - assistenza al missaggio
- Efren Herrera - assistenza per l'A&M
- Jane Ventom - coordinazione per l'A&M
- Gary Thomas - ingegnere orchestrale
- Tony Donald - attrezzatura
- Paul Kerr - logistica
- Stylorouge - design e direzione artistica
- Simon Fowler - fotografie
- Ying Ho Au-Yeung - nutrizione

## Classifiche

### Classifiche settimanali
| Classifica (1991) | Posizione massima |
| ----------------- | ----------------- |
| Australia         | 13                |
| Austria           | 11                |
| Canada            | 17                |
| Francia           | 10                |
| Germania          | 3                 |
| Italia            | 2                 |
| Norvegia          | 7                 |
| Nuova Zelanda     | 11                |
| Paesi Bassi       | 6                 |
| Regno Unito       | 2                 |
| Stati Uniti       | 74                |
| Svezia            | 5                 |
| Svizzera          | 2                 |

### Classifiche di fine anno
| Classifica (1991) | Posizione |
| ----------------- | --------- |
| Canada            | 78        |
| Francia           | 50        |
| Germania          | 16        |
| Italia            | 8         |
| Paesi Bassi       | 42        |
| Regno Unito       | 41        |
| Svizzera          | 8         |